# Емил Стефанов
Емил Стефанов е български актьор.

## Биография
Израства в семейството на Константин Стефанов, основател на Княжевското читалище, носещо неговото име, художествен ръководител на самодейната театрална трупа, писател с псевдоним „Косе Босе“.
Първенец в школата за запасни офицери – летец, старши лейтенант, пилот в щурмова авиация, Стефанов завършва Държавната театрална школа и първия випуск на ВИТИЗ „Кръстьо Сарафов“ – 1950 г., в класа на Георги А. Стаматов.
Първоначално участва в армейски самодеен театрален състав, където се среща с бъдещия кинорежисьор Неделчо Чернев. От 1948 г. е в трупата на Народен театър „Иван Вазов“ . През 80-те години Стефанов се пенсионира, но не напуска сцената – продължава още пет години да работи в частния театър „Барбуков“.
Емил Стефанов е оставил в златния фонд десетки предавания за деца и възрастни. Още от ученическите си години активно сътрудничи в детския отдел на Радио София – като актьор, режисьор и автор на дългосрочни предавания. Той е „Бате Райко-Многознайко разказва...“, в музикалната рубрика „Бойко-Песнопойко“, в сатирични предавания „Ценен Ценко“, „Патилан и Смехоран“, „Веселият Бърборино“. По телевизията води едно от първите предавания за децата – „Майстор Умейко“.

## Отличия
- Заслужил артист (1971)

## Театрални роли
- „Кремълският часовник“ – Дзержински
- „Сън в лятна нощ“ (Уилям Шекспир) – мършавият
- „Малкият принц“ (Антоан дьо Сент Екзюпери) – бизнесмена (брояча на звезди)
- „Слава на изкуството“ – Иван Вазов
- „Иван Шишман“ – Светослав
- „Еснафи“ – Перчигин
- „Хъшове“ – Господин Добревич
- „Лизистрата“ – Корифей
- „Дон Жуан“ – Дон Луис
- „Лес“ – Карп
- „Калоян“ – Белота
- „Опит за летене“
- „Сборен пункт“

## Телевизионен театър
- „Клопка“ (1984) (Димитър Начев)
- „Истината! Само истината!“ (1980) (Даниел Ал)
- „Арсеник и стара дантела“ (1980) (от Джоузеф Кесълринг, реж. Асен Траянов), 2 части
- „Каин магьосникът“ (1977) (Камен Зидаров)
- „Свободен час“ (1977) (Н. Долинина)
- „Сто години самота“ (1976) (Габриел Гарсия Маркес)
- „Не подлежи на обжалване“ (1973) (Лозан Стрелков)
- „Битката за Преслав“ (1971) (Радко Радков)
- „Джени – жена по природа“ (1969) (Ърскин Колдуел)
- „Всекиму заслуженото“ (1966) (Самуел Альошин)

## Филмография
| Година      | Филми/Сериали         | Серии | Роля                                                       |
| ----------- | --------------------- | ----- | ---------------------------------------------------------- |
| 1984        | Откога те чакам       |       | бившия земемер Логофетов                                   |
| 1976        | Спомен за близначката |       |                                                            |
| 1976        | Изгори, за да светиш  | 7     |                                                            |
| 1974        | Иван Кондарев         | 2     | бунтовник                                                  |
| 1974        | Последният ерген      |       |                                                            |
| 1973        | Дъщерите на началника | 2     |                                                            |
| 1971        | Необходимият грешник  |       | бащата на Боби                                             |
| 1971        | Демонът на империята  | 10    |                                                            |
| 1970        | Сбогом, приятели!     |       | Хранов                                                     |
| 1969 – 1971 | На всеки километър    | 26    | (в 2 серии: 11-а: „Възкръсналият мъртвец“, 1969 и 20-а)    |
| 1969        | Цар Иван Шишман       |       | Светослав                                                  |
| 1968        | Последният войвода    |       |                                                            |
| 1967        | С пагоните на дявола  | 5     | пилотът (в 1 серия: IV)                                    |
| 1967        | 13 дни                |       | Белев                                                      |
| 1964        | Приключение в полунощ |       | Анастас Подгоров, директор на отдел Лекарства и снабдяване |
| 1961        | Царска милост         |       |                                                            |
| 1956        | Две победи            |       | агрономът                                                  |
| 1954        | Снаха                 |       |                                                            |